# Archibald Mathies
Archibald Mathies (Stonehouse, 3 giugno 1918 – Polebrook, 20 febbraio 1944) è stato un militare e aviatore statunitense, decorato con la Medal of Honor durante il corso della seconda guerra mondiale.

## Biografia

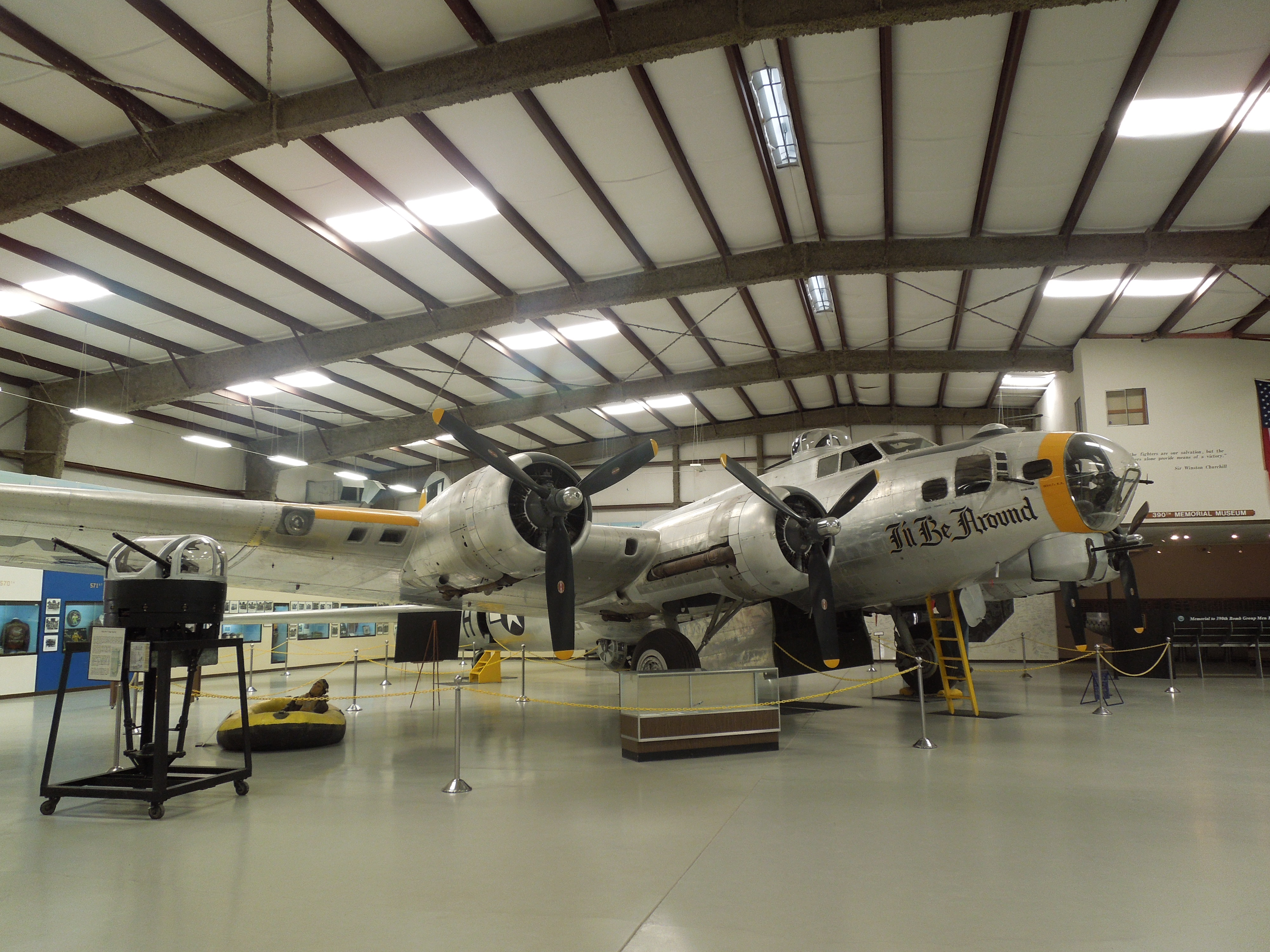
Un Boeing B-17G esposto al Pima Air & Space Museum.

Nacque a Stonehouse, Lanarkshire Meridionale, Scozia il 3 giugno 1918, emigrando poi negli Stati Uniti d'America a seguito del patrigno, per stabilirsi a Pittsburgh, in Pennsylvania. In quella città si arruolò nell'United States Army il 30 dicembre 1940 venendo assegnato al Comando di stormo dell'8th Pursuit Wing, passando poi al 36th Air Base Group di stanza a Maxwell Field, Alabama. Il 5 marzo 1941 fu mandato presso il 31st School Squadron di Jefferson Barracks, Missouri, dove rimase fino al 24 marzo quendo fu trasferito al 36st School Squadron di Chanute Field, dove frequentò la scuola per meccanici aeronautici diplomandosi il 1 ottobre successivo. In seguito prese servizio presso il 1st Air Support Command e poi presso l'8th Pursuit Group di Morris Field, Carolina del Nord il 4 dicembre 1941. Il 6 febbraio 1943 fu mandato a frequentare la scuola mitraglieri (Army Air Forces Flexible Gunnery School) di Camp Tyndall, in Florida, completando il corso il 22 marzo 1943. Ritornò poi a Morris Field in forza al 1st Air Support Command rimanendovi fino al 12 aprile quando è stato assegnato al 73d Observation Group di Godman Field, Kentucky, assegnato due giorni dopo al Il 14 aprile 1943, si è unito al squadrone di osservazione 91st Observation Squadron. Dal 25 luglio al 7 settembre fu in forza al 28th Bombardament Squadron, 19th Bombardament Group, di Pyote, Texas, e dal 15 settembre al 22 novembre prestò servizio presso il 796th Bombardament Squadron di Alexandria.

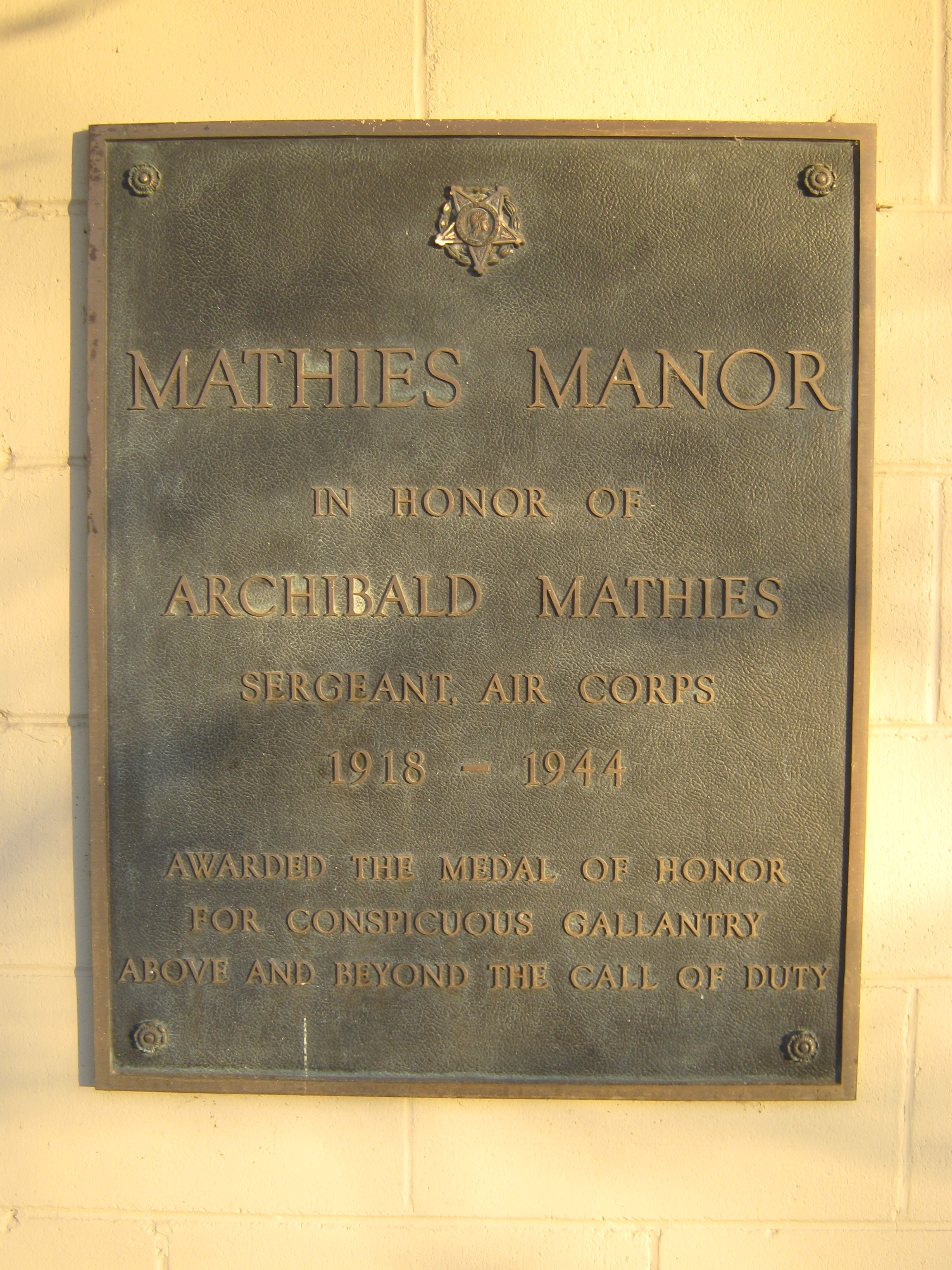
Targa ricordo di Archibald Mathies

L’8 dicembre partì per la Gran Bretagna, arrivandovi il giorno 16 assegnato all’8th Air Force Remplacement Depot Casual Pool e poi al 1st Remplacement and Training Squadron. Il 19 gennaio 1944 fu assegnato al 510th Bomber Squadron, 351th Bombardment Group  (Heavy) di stanza sulla RAF Polebrook, in Inghilterra come ingegnere di volo-mitragliere. Fu promosso sergente il 14 febbraio successivo.
Il 20 febbraio 1944 prese parte ad una missione di bombardamento su Lipsia, in Germania, come un navigatore a bordo di un bombardiere quadrimotore Boeing B-17G Flying Fortress soprannominato Ten Horsepower (42-31.763, marca TU:A). Durante la missione l’aereo venne attaccato da una squadriglia di caccia tedeschi Messerschmitt Bf 109, che danneggiò gravemente il velivolo uccidendo il secondo pilota, ferendo l’operatore radio e lasciando il pilota privo di sensi. I rimanenti membri dell’equipaggio riuscirono a tenere in volo l’aereo, e cercarono di ritornare alla base di partenza. Giunti nelle vicinanze dell’aeroporto di Polebrook egli e il navigatore, sottotenente Walter Edward Truemper, si offrirono volontari per rimanere a bordo, mentre gli altri si lanciarono con il paracadute in sicurezza. Dopo aver osservato l'aereo il comandante del 351th BG, colonnello Eugene A. Roming, decise che era troppo danneggiato per atterrare in mano ai due inesperti membri dell’equipaggio, e ordinò loro di lanciarsi. Il pilota era ancora vivo e non poteva essere spostato, e sia Truemper che Mathies si rifiutarono di abbandonarlo. Effettuarono due falliti tentativi di atterraggio prima di schiantarsi al suolo al terzo. Nell’impatto rimasero uccisi sia il pilota che i due specialisti, e per questo atto di coraggio sia Truemper che Mathies furono decorati con la Medal of Honor,  la massima decorazione militare americana il 22 giugno 1944. Il suo corpo fu successivamente sepolto presso il Finleyville Cemetery, di Finleyville, Pennsylvania.

### Annotazioni
1. ↑  Ridsignato successivamente 91st Reconnaissance Squadron.
2. ↑  L’equipaggio era formato da:  1/Lt Clarence R. Nelson, comandante dell’aereo; Flight Officer Ronald Bartley, copilota; 2/Lt Walter E. Truemper, navigatore; 2/Lt Joseph Martin, bombardiere. Sgt Archibald Mathies, ingegnere di volo e mitragliere; Sgt Joseph Rex, operatore radio/mitragliere; Sgt Carl Moore, mitragliere; Sgt Russell Robinson, mitragliere; Sgt Thomas Sowell, mitragliere ventrale; Sgt Magnus Hagbo, mitragliere di coda.
3. ↑  La Medal of Honor di Archibald Mathies è in mostra presso il National WWII Museum di New Orleans, in Louisiana.

### Fonti
1. 1 2 3 4 5 6 7 8 9 10  Conder 1994, p. 18.
2. ↑  Fact Sheets: SSgt. Archibald Mathies: SSgt. Archibald Mathies Archiviato il 30 settembre 2012 in Internet Archive.
3. 1 2 3  Veronico 2014, p. 177.
4. 1 2 3  Matt Hanley, True Tales of Aurora, Illinois: Mysterious Murders, Presidential Visit and Blue Legends in the City of Lights, The History Press, Charleston, 2012.
5. 1 2 3 4  Dorr 2011, p. 100.
6. 1 2 3  Dorr 2011, p. 101.
7. ↑  Dorr 2011, p. 102.